# Sofía Dragonetti
Sofía Tania Dragonetti (* 3. März 1996 in Córdoba, Argentinien) ist eine argentinische Handballspielerin, die vor allem in der Disziplin Beachhandball erfolgreich ist. Seit 2022 ist sie Mitglied der argentinischen Nationalmannschaft.
Dragonetti spielt für Círculo de la Comunidad (CIDECO) in Buenos Aires.
Dragonetti gehört seit 2022 dem argentinischen Nationalkader an. Sie gehörte für die Turniere des Jahres, die Süd- und Mittelamerika-Meisterschaften im brasilianischen Maceió, den Weltmeisterschaften in Iraklio, Kreta, wie auch für die World Games in Birmingham (Alabama) zum erweiterten Kreis der Nationalmannschaft, wurde aber für keines der Turniere in den finalen Nationalkader Argentiniens berufen. Ihr Debüt in der Nationalmannschaft ihres Landes erfolgte nach den ganzen internationalen Turnieren im Herbst 2022 im Rahmen einer Länderspielreise nach Brasilien.
Dragonetti studierte am Instituto de Estudios Superiores (IDES) und arbeitet als Sportlehrerin. Sie lebt in Rawson.